# 리전후이
리전후이(중국어 간체자: 李振辉, 정체자: 李振輝, 병음: Lǐ Zhènhuī, 한자음: 이진휘, 영어: Robert Lee, 본명: 로버트 전 페이 리, 본명 영어: Robert Jun-Fai Lee, 아명(兒名): 리잔후이(李展煇), 1948년 12월 16일 ~ )는 홍콩의 가수, 뮤지컬 배우이다. 그는 리하이취안의 아들로, 이소룡의 아우이다.

## 이력
그는 1966년 록 음악 가수 첫 데뷔하였으며 1968년 뮤지컬배우로도 데뷔하였고 한때 미국 영구거주권을 소지한 전력이 있다.